# Platanitos
Los platanitos son láminas delgadas de plátano verde fritas. Se condimentan con sal al gusto y también pueden prepararse con plátano maduro. Pueden ser de forma alargada o redonda. Es una comida rápida popular consumida en distintos países de la América Latina intertropical donde recibe diversos nombres como mariquitas, chicharritas, chifles, plataninas, platanutres o chips de plátano, esta última, denominación comercial de algunos productos industriales.

## Etimología
- Chicharrita: de chicharrar.[1]

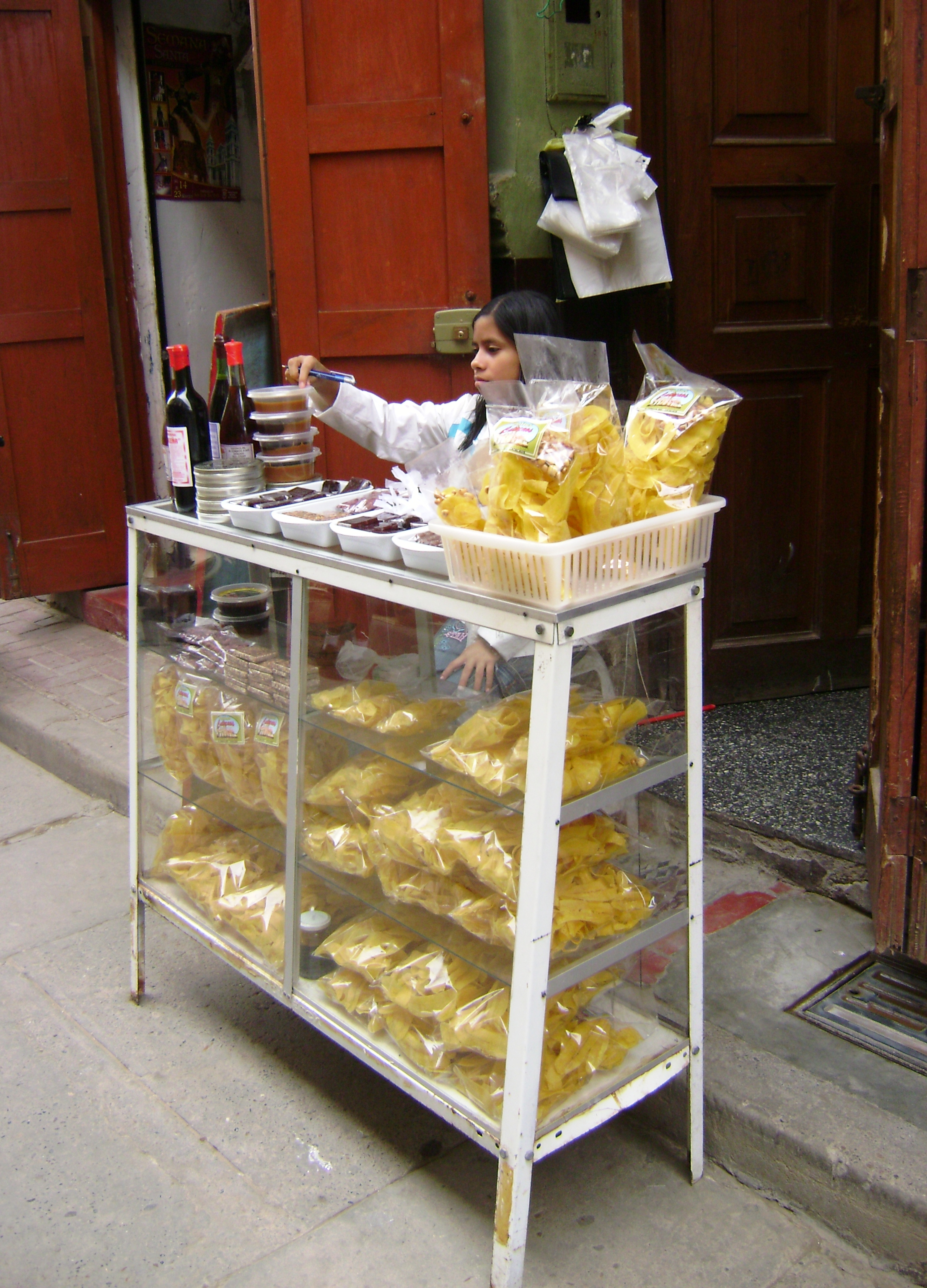
Venta de chifles en Catacaos, Piura, Perú.

- Chifle: Han sido sugeridas las siguientes explicaciones: 1. del árabe «chofra», que en la España del Medioevo se usaba para referirse a la hoja de la espada, trasladándose este nombre al bocadillo por el parecido que guarda la forma del plátano frito cortado en rodajas con la hoja de una espada.[2] 2. onomatopeya del sonido que se produce al masticar el bocadillo.[2] 3. «chifle» significaría «cuerno» y el bocadillo adoptó ese nombre por la semejanza entre ambos.[3]
- Tostoncito: de tostar.[4]

### Denominaciones regionales

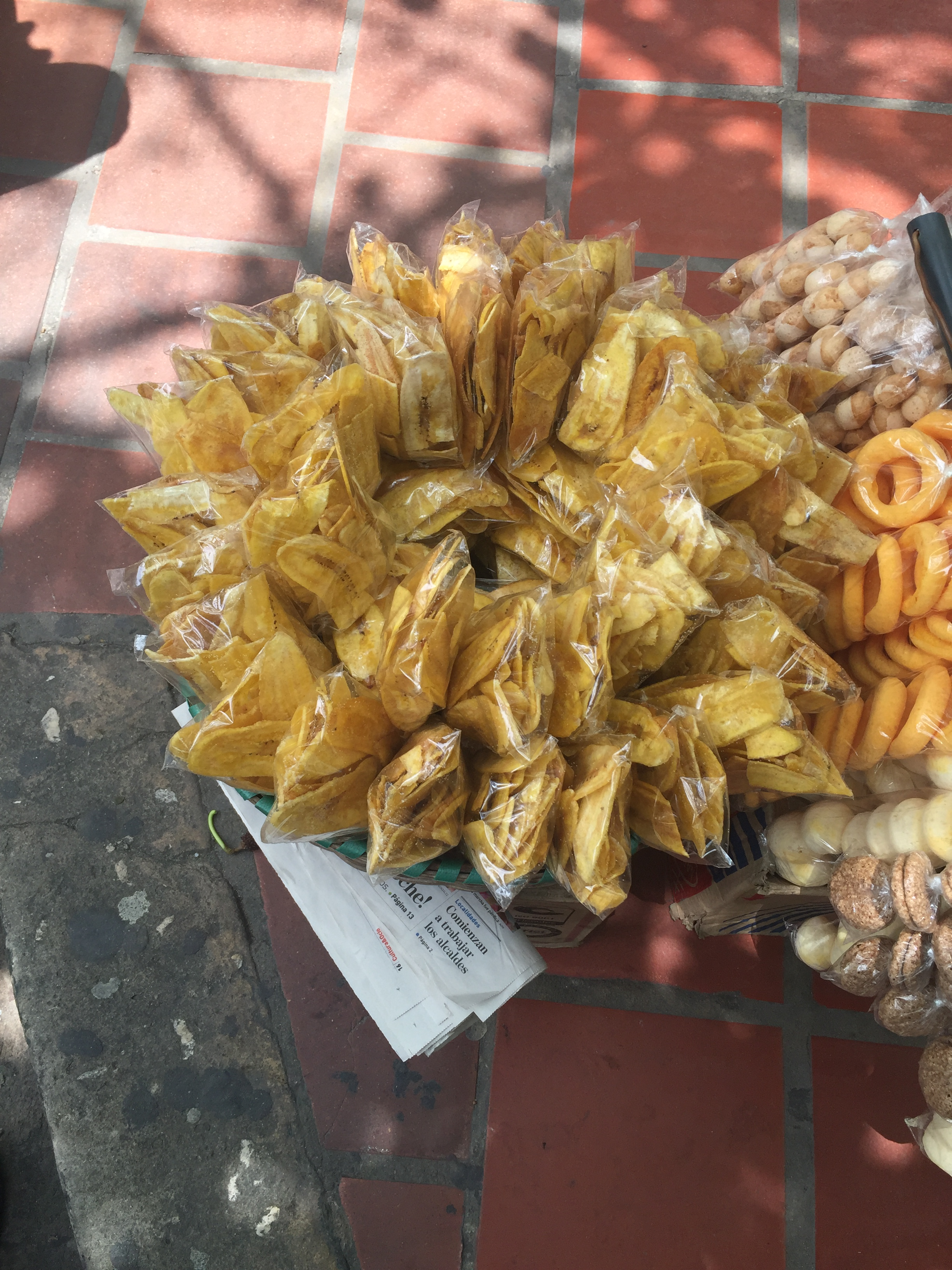
Venta de platanitos en Barranquilla, Colombia.

- Bolivia: chipilos.[5]
- Colombia: platanitos[6][7] y patacones en Valle del Cauca.
- Costa Rica: platanitos o plátanos tostados.
- Cuba: mariquitas[8] o chicharritas.[9][10][11]
- Ecuador: chifle o marabajas.[12][13][14][15]
- El Salvador: platanitos.[16]
- Guatemala: plataninas y plataniñas.[17]
- Honduras: tajadas de plátano/tajaditas,[18][19] chips de plátano.[20]
- México: platanitos.
- Nicaragua: platanitos o tajadas.[16]
- Panamá: platanitos.[16]
- Perú: chifle.[21]
- Puerto Rico: platanutres.[22]
- República Dominicana: platanitos y chicharritas.[23]
- Venezuela: platanitos,[24] tostones y tostoncitos. Cuando se hacen con plátano maduro se llaman tajaditas o maduritos.

## Importancia sociocultural y económica

### Colombia

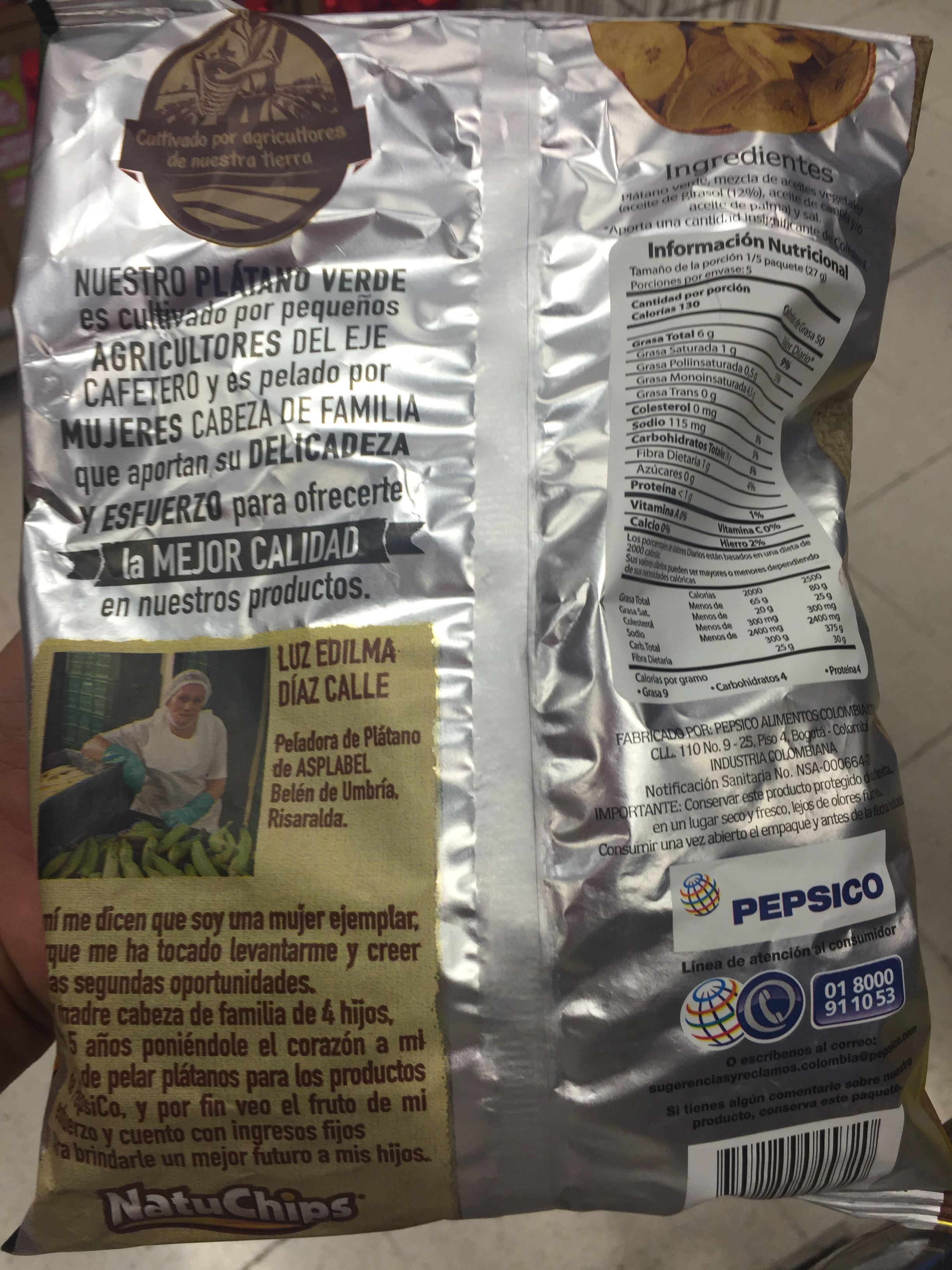
Platanitos de PepsiCo, hechos con plátanos cosechados por Asplabel.

Son fuente de ingresos de familias de bajos recursos; entre otros pasabocas como las papitas fritas, son muy apetecidos en el país durante partidos de fútbol y béisbol.
La Asociación Nacional Agropecuaria de Productores de Plátano de Belén de Umbría, Asplabel, cosecha plátanos verdes que la empresa Pepsico-Fritolay comercializa en paquetes de platanitos. Empresas como Pacífico Snacks y Turbana Chips exportan platanitos obtenidos mediante procesos industriales a Estados Unidos y Europa.
En el departamento de Valle del Cauca se les llama patacones a diferencia de aquellos propiamente dichos que se llaman tostadas de plátano en esta región.

### Honduras
Las tajaditas forman parte de platos típicos de la Costa Norte acompañando carnes, pescado, camarones, casamiento y chismol. Como en varios países de América Latina, su producción es fuente de ingresos de familias campesinas o de bajos recursos y cooperativas. Empresas como Agroindustrias Bonilla e Insacor han industrializado su producción.

### Ecuador
Se sirven como acompañantes de platos típicos de la gastronomía ecuatoriana.
En la provincia de Zamora Chinchipe, aproximadamente 450 familias cultivan plátanos en los cantones Centinela del Cóndor, Zumba y Palanda, los cuales son procesados en una planta de Panguintza, propiedad de la Asociación de Pequeños Exportadores Agropecuarios Orgánicos del Sur de la Amazonía Ecuatoriana (Apeosae). Los chifles producidos son exportados a Estados Unidos y Francia.

### Perú
Son típicos de la región de Piura y tradicionalmente se fríen en leña de algarrobo blanco. A veces se sirve acompañado de cancha serrana o cecina desmenuzada, y como acompañamiento de platos típicos como el cebiche.
La Asociación de Productores de Chifles Piuranos (Aprochip), que aglomera a 14 productores locales, inició el proceso para que se declare al chifle producto bandera del Perú, para lo cual la última semana de noviembre se celebra la «Semana Regional del Chifle Piurano» con base en la Ordenanza Regional 138 - 2007/GRP-C.
Entre enero y agosto de 2011, la exportación de chifles alcanzó 1,2 millones de dólares, superando en 29% las exportaciones del mismo periodo en 2009.

### Puerto Rico
Es frecuente la presencia de vendedores informales de platanutres de fabricación artesanal en calles y puestos ambulantes, lo cual constituye un impacto importante para la economía y la agricultura puertorriqueñas. Un estudio entre 2000 y 2003 indicó la importancia de la producción de platanutres y su exportación a Estados Unidos y América Latina.

### Venezuela
Constituyen una forma  típica de consumir snacks junto a las papas fritas, chicharrones, cheese puffs, etcétera. Se suelen consumir en los cines, fiestas (como pasapalos) y en los estadios de béisbol (se dice que han sido inspiración para la frase "Papita, maní y tostón" acuñada por el narrador deportivo Pepe Delgado Rivero). Por lo general, se expende en empaques de papel celofán, incluso, también vienen preparados industrialmente. Recibe los nombres de tostoncitos o platanitos.

## Variantes
Otra forma de platanitos se encuentra en los estados de Kerala y Tamil Nadu, India, es conocida localmente como upperi, y se fríe el plátano en aceite de coco, pudiéndose usar plátano verde o maduro. A veces se cubren con masala o jaggery para obtener variantes picantes o dulces. Es una parte integral de la comida tradicional de Kerala llamada sadya, servida en bodas y fiesta tradicionales como el Onam.

### Secas
Algunas variantes más saludables de los platanitos se producen solo con secado. Las rodajas de plátano deshidratadas no son marrones ni correosas, sino más bien amarillas oscuras y crujientes. Se hacen con plátano completamente maduro y son muy dulces. [cita requerida]
Los platanitos suelen formar parte del muesli y las mezclas de frutos secos.[cita requerida]